# Півторак Сергій Миколайович
Сергій Миколайович Півторак (нар. 30 серпня 1969, Вощилиха, Роменський район, Сумська область) —  художник, член Національної спілки художників України (2003).

## Біографія
Сергій Миколайович Півторак народився 30 серпня 1969 року в селі Вощилиха Роменського району Сумської області в селянській родині. Закінчив Басівську середню школу. Наставником Сергія був художник Валерій Зосенко. В 1997 році закінчив художньо-графічний факультет Харківського державного педагогічного університету імені Г. Сковороди. Одночасно навчався в Харківському державному художньому училищі, який закінчив у 1998 році. Серед його харківських наставників були П. Шигимага, М. Константинопольський, В. Хмельницький, Ю. Дятлов та інші. Працює у галузі станкового живопису. Виставляти свої роботи Сергій Півторак почав, навчаючись у Харкові в художньому училищі. Взірцевими для С. М. Півторака є роботи Сергія Васильківського, якого вважає одним із найвидатніших українських художників, що майстерно володів малюнком і при цьому був чудовим колористом.
Художник брав участь у Всеукраїнських виставках: до 2000-ліття Різдва Христового (м. Київ, м. Харків, 2000 р.), до Дня художника (м. Київ, 2000, 2003 рр.; м. Харків, 2001 р.), «Мальовнича Україна» (м. Івано-Франківськ, 2001 р.; Донецьк, 2001 р.), до 65-річчя Харківської обласної організації Національної спілки художників України (м. Харків, 2003 р.), у Санкт-Петербурзі і Москві. Має персональні виставки в Роменському краєзнавчому музеї, мистецькому центрі «Собор» та Будинку художника (м. Суми), Києво-Могилянській академії (м. Київ). Брав участь у пленерах в містах: Ромни, Лебедин, Тростянець, Котор, Будва, Пераст і т. д.

## Палітра художника

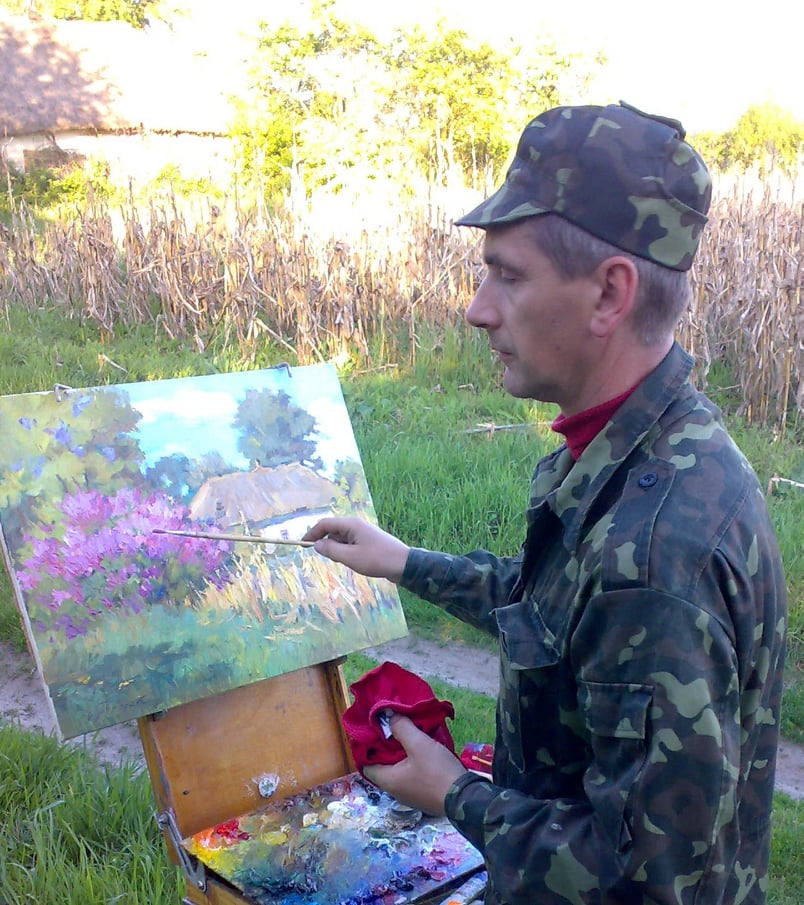
Сергій Півторак на пленері

Художнику імпонують мотиви з картин українських і російських класиків, але ті ж реалістичні мотиви він трактує з позиції людини двадцять першого століття. Сергій Півторак розкладає фарби: по вертикалі холодні, по горизонталі теплі – на дерев'яній палітрі, покритій лаком. Відбирає фарби у залежності від задуму і потреби за кольорами так, щоб було зручно працювати. На палітрі експерименти й починаються. Легко доторкаючись пензлем до полотна, художник наносить окремі кольорові мазки, які перевтілюються у зримі образи.

## У Чорногорії
Організатором пленеру «Чорногорія-2008» була художня галерея N-Prospect, м. Санкт-Петербург, яка зацікавилася творчістю Сергій Миколайовича і закупила деякі з його картин, планувалась персональна виставка в цій галереї. Сергій Півторак став лауреатом виставки творчих робіт у Республіці Чорногорії. Відкриттям для нього був гірський Столів. Підніматися стрімкими стежками було нелегко, до того ж там водиться багато різноманітних отруйних змій. Покинуте поселення, в якому живе двоє людей, батько і син, спонукало до філософських роздумів. Краєвиди там надзвичайні. А місцеве населення досить гостинне і доброзичливе. За два тижні написав сімнадцять етюдів, з яких чотири стали подарунком.

## Твори
Основні роботи: «Весна» (2000), «Степок» (2005), «Фронтова юність» (2005), «Серпень» (2009), «Сивочолий Ромен» (2010). 

## Досягнення
З 2003 року Сергій Півторак став членом Національної спілки художників України.
Учасник Всеукраїнських та міжнародних виставок. Художні твори експонуються в Будинку художника в м. Суми, Києво-Могилянській академії, Українському культурному центрі м. Москви, Лебединському художньому музеї, Роменському краєзнавчому музеї.